# Jacob Mulenga
Jacob Mulenga (ur. 12 lutego 1984 w Kitwe) – zambijski piłkarz, który grał na pozycji napastnika. W latach 2004–2014 reprezentant Zambii.

## Kariera klubowa
Mulenga jest wychowankiem klubu z rodzinnej miejscowości, Afrisports FC Kitwe. Do pierwszej drużyny trafił w 2002 roku i wtedy to zadebiutował w zambijskiej 2 Division w wieku 18 lat. W 2003 roku talent Mulengi rozbłysł. Utalentowany napastnik zdobył 28 goli w lidze i z dobrej strony pokazał w Coca Cola Cup. Piłkarzem zainteresował się francuski Stade Rennais FC, jednak zawodnik nie przeszedł pomyślnie testów. W 2004 roku Jacob był bliski przejścia do któregoś z klubów Egiptu lub RPA, jednak ostatecznie latem trafił do LB Châteauroux (parę dni wcześniej nie doszedł do skutku jego transfer do Bastii). Tym samym Mulenga stał się dopiero drugim piłkarzem pochodzącym z Zambii, po Andrew Tembo (zaliczył epizod w Olympique Marsylia w 1994 roku), który został zawodnikiem francuskiego klubu. W sezonie 2004/2005 zajął z Châteauroux 5. miejsce w Ligue 2 i zdobył 5 goli w lidze. Rok później dorobek bramkowy Mulengi wyniósł 6 goli w 25 meczach, a ze swoim zespołem zakończył sezon na 15. pozycji. Od początku sezonu 2006/2007 Mulenga był piłkarzem podstawowej jedenastki swojego klubu.
Latem 2007 Mulenga zmienił barwy klubowe i przeszedł do grającego w Ligue 1 RC Strasbourg. W Strasbourgu grał przez rok, jednak spadł z nim do Ligue 2. W 2008 roku wrócił do Châteauroux, a latem 2009 odszedł do holenderskiego FC Utrecht.
W 2014 roku Mulenga został zawodnikiem klubu Adana Demirspor. Zagrał w tureckiej 1. lig 15 meczów i strzelił 8 bramek.
15 stycznia Jacob przeniósł się do Shijiazhuang Ever Bright, a w 2018 do Liaoning Whowin.
| Sezon   | Klub                     | Kraj     | Rozgrywki        | Mecze | Bramki |
| ------- | ------------------------ | -------- | ---------------- | ----- | ------ |
| 2002    | Africaspots FC Kitwe     | Zambia   | 2 Division North | ?     | ?      |
| 2003    | Africaspots FC Kitwe     | Zambia   | 2 Division North | 34    | 28     |
| 2004    | Africaspots FC Kitwe     | Zambia   | 2 Division North | ?     | ?      |
| 2004/05 | LB Châteauroux           | Francja  | Ligue 2          | 15    | 5      |
| 2005/06 | LB Châteauroux           | Francja  | Ligue 2          | 25    | 6      |
| 2006/07 | LB Châteauroux           | Francja  | Ligue 2          | 38    | 7      |
| 2007/08 | RC Strasbourg            | Francja  | Ligue 1          | 22    | 1      |
| 2008/09 | LB Châteauroux           | Francja  | Ligue 2          | 17    | 6      |
| 2009/10 | FC Utrecht               | Holandia | Eredivisie       | 29    | 8      |
| 2010/11 | FC Utrecht               | Holandia | Eredivisie       | 9     | 3      |
| 2011/12 | FC Utrecht               | Holandia | Eredivisie       | 11    | 7      |
| 2012/13 | FC Utrecht               | Holandia | Eredivisie       | 27    | 13     |
| 2013/14 | FC Utrecht               | Holandia | Eredivisie       | 16    | 5      |
| 2014/15 | Adana Demirspor          | Turcja   | 1. Lig           | 15    | 8      |
| 2015    | Shijiazhuang Ever Bright | Chiny    | Super League     | 30    | 13     |
| 2016    | Shijiazhuang Ever Bright | Chiny    | Super League     | 12    | 0      |
| 2017    | Shijiazhuang Ever Bright | Chiny    | Super League     | 30    | 14     |
| 2018    | Liaoning Whowin          | Chiny    | Super League     | 25    | 14     |

## Kariera reprezentacyjna
Swoją reprezentacyjną karierę Mulenga rozpoczął od występów w reprezentacji Zambii U-20. W 2003 roku zagrał z nią w Młodzieżowych Mistrzostwach Afryki w RPA. Z Zambią doszedł do finału, w którym jego rodacy pokonali Malawi 4:1. Mulenga w tym turnieju zagrał w 5 meczach i zdobył 1 gola. Następnie Mulenga brał udział z kadrą U-23 w eliminacjach do Igrzysk Olimpijskich w Atenach.
W pierwszej reprezentacji Zambii Jacob zadebiutował 25 maja 2004 roku w wygranym 2:0 meczu z Sudanem. 10 dni później Mulenga w drugim swoim występie zdobył gola w kadrze, w wygranym 1:0 meczu z Togo, rozegranym w ramach eliminacji do Mistrzostw Świata w Niemczech.